# Rodolfo de Almeida Guimarães
Rodolfo de Almeida Guimarães, meglio noto come Rodolfo (Mesquita, 3 maggio 1993), è un calciatore brasiliano, attaccante del XV de Piracicaba.

## Carriera
Ha giocato nella seconda divisione brasiliana e nella prima divisione dei campionati brasiliano e saudita.

## Palmarès

### Club

#### Competizioni nazionali
- Coppa del Brasile: 1

Flamengo: 2013

#### Competizioni statali
- Campionato Carioca: 1

Flamengo: 2014